# Timaffy László
Timaffy László (Mosonszentandrás, 1916. április 16. – Győr, 2002. december 4.) magyar folklorista, geográfus. Az Apor Vilmos Népfőiskola tiszteletbeli elnöke.

## Életpályája
Szülei: Timaffy Endre és Hrdina Irén voltak. 1934-ben érettségizett Mosonmagyaróváron. 1934–1939 között a Pázmány Péter Tudományegyetem történelem-földrajz szakos hallgatója volt. 1939–1940 között egyetemi tanársegédként dolgozott. 1940–1941 között a pápai katolikus iskola óraadó tanára volt. 1941–1943 között a budapesti Vas utcai kereskedelmi iskolában oktatott. 1943–1949 között a mosonmagyaróvári mezőgazdasági akadémia főiskolai tanára volt; agrárföldrajzot és agropedagógiát oktatott. 1943-ban megalapította a Széchenyi Népfőiskolát, melyet 1949-ben fel kell oszlatnia; elbocsátották. 1949–1951 között Cikolaszigeten falusi kántor, favágó és segédmunkás volt. 1951–1955 között Győrben eladóként dolgozott, a győrszigeti templom kántora volt. 1956–1958 között bebörtönözték. 1959–1964 között a győri zeneiskolában furulyatanár volt. 1963–1976 között a győri mezőgazdasági szakmunkásképző tanára volt. 1976-tól nyugdíjas néprajzkutató volt. 1978–1987 között a Honismeret című folyóirat szerkesztő-bizottsági tagja volt.

## Magánélete
1951-ben házasságot kötött Csányi Edittel. Három lányuk született: Ildikó és Emőke (1952), Gyöngyvér (1954).

## Művei
- Szigetköz vízrajza (1939)
- Szigetközi krónika (1975)
- A lipóti Petőfi Tsz története (1976)
- Tanulmányok Dunaszentpálról (1977)
- A néprajzi anyag felhasználása a történelem-szakkörökben (1977, 1982)
- Szigetköz (1980)
- A kisalföldi kocsik, szekerek szókincsének nyelvatlasza és szótára (1985)
- A Tündértó titka, Kisalföldi népmesék (1987)
- Ezer Sziget Országa, Szigetköz (1988)
- Rábaköz és a Hanság (1991)
- Táltosok, tudósok, boszorkányok. Kisalföldi népmondáink (1992)

## Díjai
- Sebestyén Gyula emlékérem (1965)
- Szocialista Kultúráért emlékérem (1970, 1978, 1987)
- Hédervár díszpolgára (1990)
- 1956-os Emlékérem (1991)
- Győr Közművelődéséért kitüntetés (1992)
- A Magyar Köztársasági Érdemrend tisztikeresztje (1992)
- Pro urbe Győr (1993)
- Életfa-díj (1996)
- Pro Geographia (1998)
- Magyar Örökség-díj (2001)
- Kékszalag kitüntető cím (2001)
- Párhuzamos Kultúráért díj (2001)
- Szent László-érem (2002)

## Emlékezete
- 2004-ben Héderváron az általános iskola felvette nevét
- 2008-ban megalapították a Timaffy László Emlékérmet
- 2009-ben Csornán az őnevét viseli az Alapfokú Művészetoktatási Intézmény
- 2009-ben létrehozták a Timaffy László-emlékdíjat
- 2013-ban Győrújbaráton róla nevezték el a Művelődési Otthont